# Dirichletova beta funkce

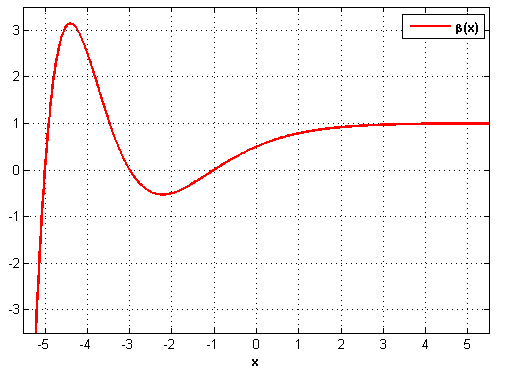
Graf Dirichletovy beta funkce

Dirichletova beta funkce je speciální funkcí, úzce související s Riemannovou zeta funkcí.

## Definice
Dirichletova beta funkce je definována (za předpokladu Re(s) > 0) jako:
{\displaystyle \beta (s)=\sum _{n=0}^{\infty }{\frac {(-1)^{n}}{(2n+1)^{s}}},}
nebo ekvivalentně
{\displaystyle \beta (s)={\frac {1}{\Gamma (s)}}\int _{0}^{\infty }{\frac {x^{s-1}e^{-x}}{1+e^{-2x}}}\,dx.}
Funkci lze analyticky rozšířit na celou komplexní rovinu:
{\displaystyle \beta (s)=\left({\frac {\pi }{2}}\right)^{s-1}\Gamma (1-s)\cos {\frac {\pi s}{2}}\,\beta (1-s),}
kde Γ(s) je gama funkce.

## Vybrané speciální hodnoty
{\displaystyle \beta (0)={\frac {1}{2}},}
{\displaystyle \beta (1)\;=\;\mathrm {arctg} (1)\;=\;{\frac {\pi }{4}},}
{\displaystyle \beta (2)\;=\;0{,}915965594177219015\ldots } má speciální název Catalanova konstanta,
{\displaystyle \beta (3)\;=\;{\frac {\pi ^{3}}{32}},}
{\displaystyle \beta (5)\;=\;{\frac {5\pi ^{5}}{1536}},}
{\displaystyle \beta (7)\;=\;{\frac {61\pi ^{7}}{184320}}.}